# هرمان گماینر
هرمان گماینر (انگلیسی: Hermann Gmeiner؛ ۲۳ ژوئن ۱۹۱۹ – ۲۶ آوریل ۱۹۸۶) یک نیکوکار اهل اتریش بود.